# Алава (пригород)
Алава (англ. Alawa) — пригород города Дарвин в Северной территории, Австралия. Пригород находится в районе местного самоуправления Дарвин.
Пригород был создан в конце 1960-х годов. Он назван в честь племени аборигенов алава, которое проживает в Арнем-Ленд. Названия улиц в Алаве поминают жителей и рабочих в старом почтовом отделении, которые были убиты в результате бомбардировки Дарвина японцами в 1942 году.
Граница Алавы находится рядом с торговым центром Casuarina, крупнейшим торговым центром в округе. В пригороде также есть начальная школа и другой небольшой торговый центр.